# 洪礼和
洪礼和（1953年11月—），江西余干人。中国共产党党员，中华人民共和国政治人物。江西大学中文系汉语言文学专业毕业，大学本科学历。

## 生平
历任江西省人民政府办公厅副处长、处长、副主任、副秘书长、主任，中共新余市委副书记、代市长、市长、市委书记，江西省发展和改革委员会主任等职。2007年1月任江西省人民政府副省长。
2013年1月至2017年1月18日，任江西省人大常委会副主任、党组副书记。
2024年6月，接受中央纪委国家监委纪律审查和监察调查。
2025年6月6日，中央纪委国家监委决定开除其党籍，取消其享受的待遇，收缴违纪违法所得，移送检察机关起诉。

## 争议事件

### 因登机延误与乘客对骂
2012年10月23日晚间，时任江西省副省长洪礼和原定于当天下午8时5分时搭乘深圳航空的一架从广州飞往南昌的ZH9711次班机。然而该航班却因洪礼和迟到，以及机场的地勤人员和广播官员优先让洪礼和登机而延误大约两个半小时，导致晚上10点才开始登机。洪礼和上机后便遭到多名乘客的指责，其不仅没有向乘客们道歉，反而与乘客对骂，态度狂妄。